# الرواد (رواية)
الرواد، أو مصادر سسكويهانا؛ حكاية وصفية (بالإنجليزية: The Pioneers, or The Sources of the Susquehanna; a Descriptive Tale)‏ هي رواية تاريخية للكاتب الأمريكي جيمس فينيمور كوبر. وهي أولى رواياته الخمس المعروفة باسم حكايات جامعي الجلود. نشرت الرواية في عام 1823، وبحسب الفترة الزمنية التي تغطيها الرواية، فهي تعتبر الرابعة زمنيا في أحداث السلسلة.

## القصة
تدور أحداث القصة على حدود ولاية نيويورك سريعة التطور حول شخصيات ليذرستوكينغ المسن (ناتي بومبو)، والقاضي مارمادوك تيمبل من تمبلتون (الذي تعكس حياته حياة والد المؤلف القاضي ويليام كوبر)، و إليزابيث تمبل (مستوحاة من شقيقة المؤلف هانا كوبر)، وهي ابنة تمبلتون الخيالية. تبدأ الحكاية بنزاع بين القاضي وليذرستوكينج بشأن هوية صائد الظبي.

## روابط خارجية
- الرواد على موقع الموسوعة البريطانية (الإنجليزية)